# ジョナタン・リガリ
ジョナタン・リガリ(1991年5月28日-)はフランスの元サッカー選手。現役時代のポジションはGK。

## 経歴
2009-10シーズンのリーグ・アンでモンペリエHSCのトップチームに昇格。2012年12月1日のオリンピック・リヨン戦でプロデビューを果たした。

## 人物
母親がベナンにルーツを持っているため、2018年10月にベナン代表に鞍替えした。